# Ponana conspersa
Ponana conspersa är en insektsart som beskrevs av Spångberg 1878. Ponana conspersa ingår i släktet Ponana och familjen dvärgstritar. Inga underarter finns listade i Catalogue of Life.